# スウェーデン国鉄T44形ディーゼル機関車
スウェーデン国鉄T44形ディーゼル機関車は、スウェーデン国鉄（当時、SJ : Statens Järnvägar）が開発した電気式ディーゼル機関車である。
本項では本系列を更新したTd形についても記述する。

## 概要
本線における列車の牽引から、操車場における車両入換用までを兼ね備えた車両としてT43形をベースに設計され、1968年から1987年に製造された。
2001年の国鉄分割民営化時には、新設された貨物会社（グリーン・カーゴAB）に引き継がれた。

## 機能
車体は日本国鉄のDE10形に似たセミ・センターキャブ式箱形車体で、長い側のボンネットは見通しを良くするために切取を設けてある。従来の塗装は黒とオレンジ色であるが、グリーン・カーゴ所属のものは青色や緑色などカラフルな色合いである。
エンジンはゼネラルモーターズ製V型12気筒2ストロークディーゼルエンジンを採用、これで発電機を作動させて出力された電流をモーターに入力して走る仕組みである。一部はラジコンのように無線で操縦できるように改造されており、操車場で使用されている。

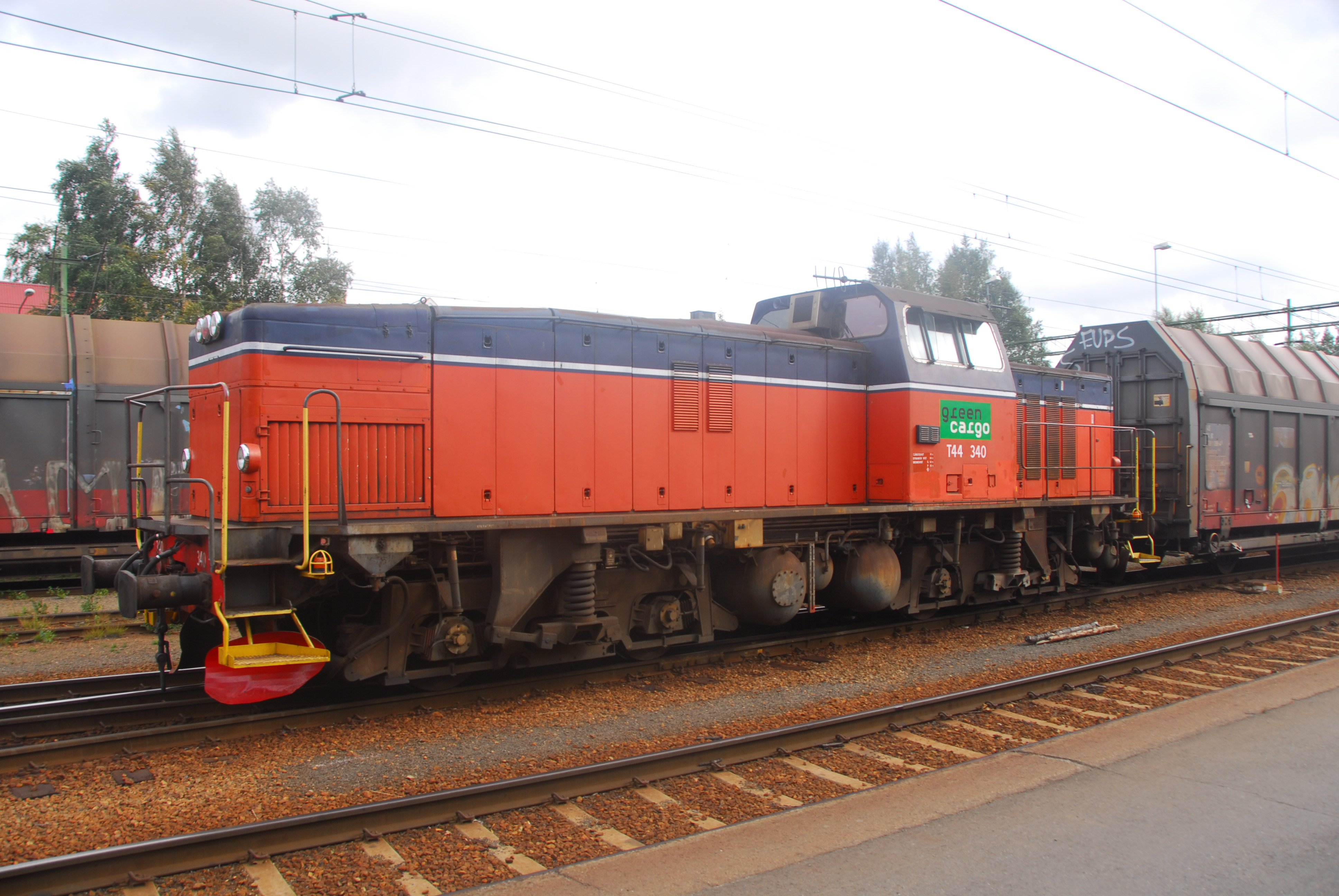
切取のある箱形車体
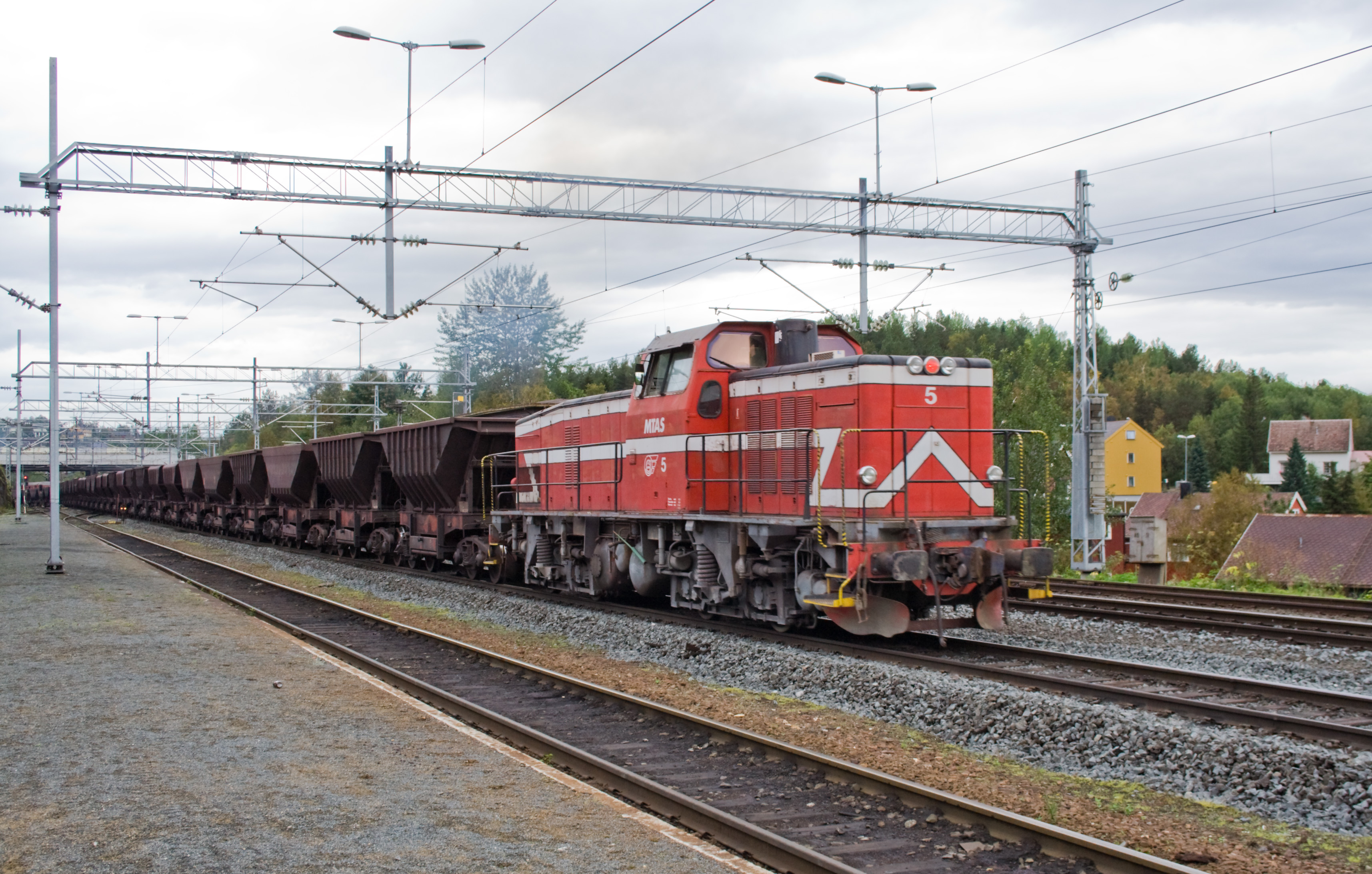
MTASに売却されオーフォート鉄道で使用される車両
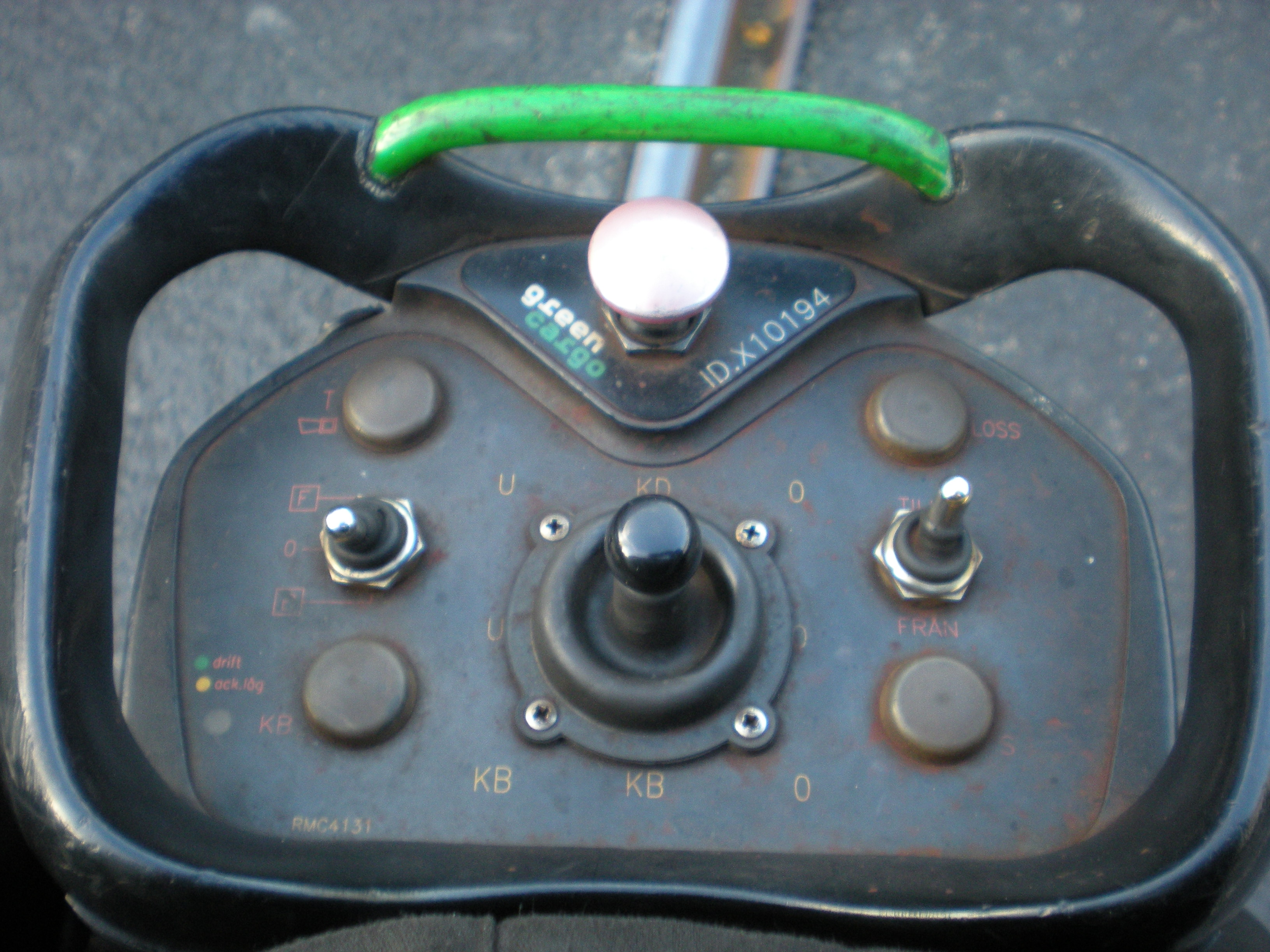
ラジコン無線機

## 運用と現況
登場当初から貨物列車の牽引を中心に運用され、旅客列車の牽引は少なかった。1990年代には一部車両が地域交通会社に売却されたほか、ローカル線で運用されていたT43形を置き換えた。現在も貨物列車の牽引と貨車の入替を主体として運用されている。
2007年、グリーン・カーゴは所属するT44形のうち100両を対象に15年程度の延命を目的とした更新工事を行うと発表した。工事はデンマーク・ラナースにあるボンバルディア・トランスポーテーションの工場で行われ、同社の展開する機関車のブランドTRAXXの技術が生かされる。この工事でエンジンはMTU製V型12気筒4ストローク機関に交換され二酸化炭素の排出量を20 - 75%減少させることが出来るという。また、外装にも手が加えられ、工事を行った車両はTd形に形式変更される。

## 輸出仕様
ノルウェー国鉄やイスラエルにほぼ同型機が輸出されている。

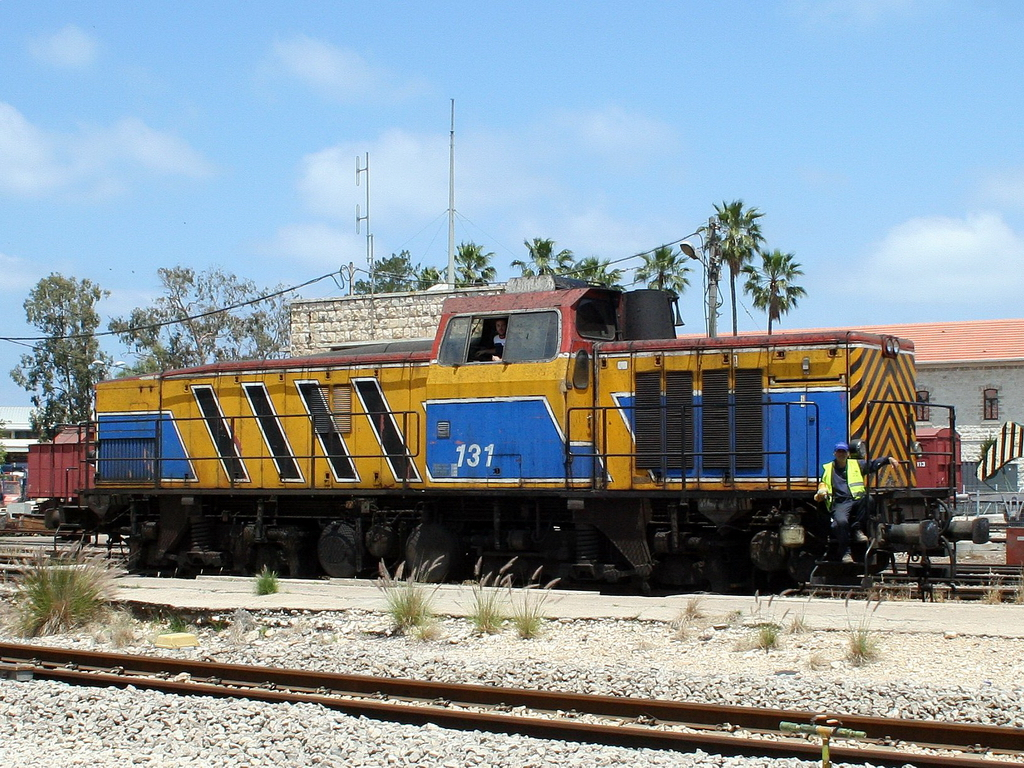
イスラエルの車両